# 1992-es Formula–1 belga nagydíj
A belga nagydíj volt az 1992-es Formula–1 világbajnokság tizenkettedik futama.

## Futam
Belgiumban a már világbajnok Mansell indult az élről, Senna, Schumacher és Patrese előtt. A rajt idején a pálya nedves volt, Senna vette át a vezetést Mansell, Patrese és Schumacher előtt. Mansell a 2. kör végén megelőzte Sennát. Később eleredt az eső, Senna kivételével mindenki kiállt új gumiabroncsokért. A brazil abban bízott, hogy eláll az eső, de ez nem történt meg. Mivel túl későn állt ki a boxba, a 12. helyre esett vissza. A pálya száradni kezdett, Thierry Boutsen kicsúszott a 26. körben. Schumacher rövid időre elhagyta a pályát, amivel két másodpercet veszített. A kör végén kiállt száraz-pályás gumikért. Mansell és Patrese túl sokáig vártak kiállásukra, így csak Schumacher mögé tértek vissza. Mansell megpróbálta utolérni a németet, de kipufogójával probléma akadt, Patreséhez hasonlóan. Végül mindkettőjüknek sikerült megőrizni a helyezésüket. Schumacher megszerezte első győzelmét Mansell, Patrese és Brundle előtt. Senna az ötödik helyre jött fel, Häkkinen hatodik lett. A Williams bebiztosította a konstruktőri címet.
Érik Comas súlyos balesetet szenvedett a Blanchimont kanyarban a szombati időmérőn. A pálya közepén, járó motorral, az eszméletlenül autójában ülő Comast Ayrton Senna mentette meg, aki megállította saját autóját, és rohant segíteni Comasnak. Látta, hogy üzemanyagot pumpál a sérült autó motorja, és bármelyik pillanatban felrobbanthatott volna tüzet okozva. A motort leállította, francia ellenfele beszorult lábát kiszabadította, és stabil helyzetben tartotta a fejét az orvosi segítség megérkezéséig. Comas Sennának tulajdonította, hogy megmentette az életét.
| Helyezés | #  | Versenyző            | Csapat/Motor          | Futott körök | Idő/Kiesés oka | Rajthely | Pontszám |
| -------- | -- | -------------------- | --------------------- | ------------ | -------------- | -------- | -------- |
| 1        | 19 | Michael Schumacher   | Benetton-Ford         | 44           | 1:36:10,721    | 3        | 10       |
| 2        | 5  | Nigel Mansell        | Williams-Renault      | 44           | + 36,595       | 1        | 6        |
| 3        | 6  | Riccardo Patrese     | Williams-Renault      | 44           | + 43,897       | 4        | 4        |
| 4        | 20 | Martin Brundle       | Benetton-Ford         | 44           | + 46,059       | 9        | 3        |
| 5        | 1  | Ayrton Senna         | McLaren-Honda         | 44           | + 1:08,369     | 2        | 2        |
| 6        | 11 | Mika Häkkinen        | Lotus-Ford            | 44           | + 1:10,030     | 8        | 1        |
| 7        | 21 | Jyrki Järvilehto     | Dallara-Ferrari       | 44           | + 1:38,237     | 16       |          |
| 8        | 4  | Andrea de Cesaris    | Tyrrell-Ilmor         | 43           | + 1 kör        | 13       |          |
| 9        | 10 | Szuzuki Aguri        | Footwork-Mugen-Honda  | 43           | + 1 kör        | 25       |          |
| 10       | 14 | Eric van de Poele    | Fondmetal-Ford        | 43           | + 1 kör        | 15       |          |
| 11       | 16 | Karl Wendlinger      | March-Ilmor           | 43           | + 1 kör        | 18       |          |
| 12       | 17 | Emanuele Naspetti    | March-Ilmor           | 43           | + 1 kör        | 21       |          |
| 13       | 12 | Johnny Herbert       | Lotus-Ford            | 43           | Motorhiba      | 10       |          |
| 14       | 33 | Maurício Gugelmin    | Jordan-Yamaha         | 42           | + 2 kör        | 24       |          |
| 15       | 32 | Stefano Modena       | Jordan-Yamaha         | 42           | + 2 kör        | 17       |          |
| 16       | 24 | Gianni Morbidelli    | Minardi-Lamborghini   | 42           | + 2 kör        | 23       |          |
| 17       | 30 | Katajama Ukjó        | Larrousse-Lamborghini | 42           | + 2 kör        | 26       |          |
| 18       | 29 | Bertrand Gachot      | Larrousse-Lamborghini | 40           | Kicsúszás      | 20       |          |
| Kiesett  | 25 | Thierry Boutsen      | Ligier-Renault        | 27           | Kicsúszás      | 7        |          |
| Kiesett  | 28 | Ivan Capelli         | Ferrari               | 25           | Motorhiba      | 12       |          |
| Kiesett  | 15 | Gabriele Tarquini    | Fondmetal-Ford        | 25           | Motorhiba      | 11       |          |
| Kiesett  | 9  | Michele Alboreto     | Footwork-Mugen-Honda  | 20           | Váltó          | 14       |          |
| Kiesett  | 27 | Jean Alesi           | Ferrari               | 7            | Defekt         | 5        |          |
| Kiesett  | 3  | Olivier Grouillard   | Tyrrell-Ilmor         | 1            | Baleset        | 22       |          |
| Kiesett  | 2  | Gerhard Berger       | McLaren-Honda         | 0            | Váltó          | 6        |          |
| Kiesett  | 22 | Pierluigi Martini    | Dallara-Ferrari       | 0            | Kicsúszás      | 19       |          |
| NK       | 23 | Christian Fittipaldi | Minardi-Lamborghini   |              |                |          |          |
| NK       | 34 | Roberto Moreno       | Moda-Judd             |              |                |          |          |
| NK       | 35 | Perry McCarthy       | Moda-Judd             |              |                |          |          |
| NK       | 26 | Érik Comas           | Ligier-Renault        |              |                |          |          |

## A világbajnokság élmezőnyének állása a verseny után
| H  | Versenyzők         | Pont | H  | Konstruktőrök    | Pont |
| -- | ------------------ | ---- | -- | ---------------- | ---- |
| 1. | Nigel Mansell      | 98   | 1. | Williams-Renault | 142  |
| 2. | Riccardo Patrese   | 44   | 2. | Benetton-Ford    | 64   |
| 3. | Michael Schumacher | 43   | 3. | McLaren-Honda    | 60   |
| 4. | Ayrton Senna       | 36   | 4. | Ferrari          | 16   |
| 5. | Gerhard Berger     | 24   | 5. | Lotus-Ford       | 11   |

## Statisztikák
Vezető helyen:
- Ayrton Senna: 5 (1 / 7-10)
- Nigel Mansell: 25 (2-3 / 11-33)
- Riccardo Patrese: 3 (4-6)
- Michael Schumacher: 11 (34-44)

Michael Schumacher 1. győzelme, első  leggyorsabb köre, Nigel Mansell 26. pole-pozíciója.
- Benetton 6. győzelme